# Sium annuum
Sium annuum är en flockblommig växtart som beskrevs av Albrecht Wilhelm Roth. Sium annuum ingår i släktet vattenmärken, och familjen flockblommiga växter. Inga underarter finns listade i Catalogue of Life.